# Clinostigma haerestigma
Clinostigma haerestigma é uma espécie de planta com flor na família Arecaceae. É encontrada somente nas Ilhas Salomão. Está ameaçada por perda de habitat.